# Arnaud Denjoy

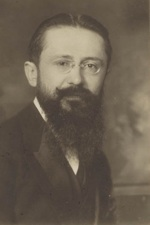
Arnaud Denjoy

Arnaud Denjoy (* 5. Januar 1884 in Auch im Département Gers; † 21. Januar 1974 in Paris) war ein französischer Mathematiker, der vor allem auf dem Gebiet der reellen Analysis arbeitete.

## Leben und Werk
Denjoy war der Sohn eines Weinhändlers in Perpignan und einer spanischen Mutter. Er besuchte die Schulen von Auch und Montpellier und studierte 1902 bis 1905 an der École normale supérieure bei Emile Picard, Émile Borel und Paul Painlevé und erwarb 1905 seine Agrégation in Mathematik. Denjoy war als Student so gut, dass er ein Stipendium der Thiers-Stiftung gewann. Unter dem Einfluss von Émile Borel und dem der Schriften von René Baire wandte er sich ganz der reellen Analysis zu. Nach der Promotion 1909 ging er als Tutor (Maître de conférence) an die Universität Montpellier, ein Posten, den vorher René Baire innehatte. Im Ersten Weltkrieg konnte er wegen einer Sehschwäche keinen aktiven Militärdienst leisten und nahm 1917 eine Professur in Utrecht an, wo Johannes van der Corput sein Assistent war. 1919 wurde er Professor an der Universität Straßburg. 1922 wurde er Chargé de Cours, 1925 Maître de conférence und 1931 Professor für allgemeine Mathematik an der Sorbonne in Paris (nominell auf dem vorher von Henri Poincaré besetzten Lehrstuhl für Himmelsmechanik). Ab 1933 hatte er den Lehrstuhl für Differential- und Integralrechnung, später den für Theorie der Funktionen und Topologie. 1955 wurde er emeritiert.
In einer Reihe von Arbeiten ab den 1920er Jahren untersuchte er die Berechnung der Koeffizienten in konvergenten trigonometrischen Reihen, zusammengefasst in einer vierbändigen Monographie die von 1941 bis 1949 erschien. Darin ist auch eine seiner bekanntesten Entdeckungen, das Denjoy-Integral (zuerst 1912 veröffentlicht), enthalten, eine Verallgemeinerung des Riemann- und Lebesgue-Integrals, heute mit der Theorie des teils nach Henstock, Kurzweil oder Perron benannten Integrals (im Englischen auch „Gauge Integral“ genannt) verschmolzen. Weitere Arbeiten von Denjoy betrafen quasianalytische Funktionen.
Dort ist das Theorem von Denjoy und Carleman nach ihm benannt, welches Kriterien dafür angibt, dass eine analytische Funktion quasianalytisch ist (Denjoy 1921). Wichtige Beiträge leistete Denjoy auch zur Theorie der dynamischen Systeme, insbesondere zu Differentialgleichungen auf dem Torus (Poincaré-Denjoy-Theorie). Der Satz von Denjoy (1932, Journal de Mathematiques) gibt Kriterien dafür an, wann ein Diffeomorphismus einer Kreislinie konjugiert zu einer Drehung ist. Der Satz von Denjoy und Wolff (zusätzlich nach Julius Wolff) macht Aussagen über Fixpunkte der Iteration holomorpher Abbildungen der offenen Einheitskreisscheibe. 1931 (Compte Rendus) gab Denjoy eine wahrscheinlichkeitstheoretische Interpretation der Riemannschen Vermutung. 1947 bis 1954 veröffentlichte er eine Monographie über transfinite Zahlen.
Denjoy war mit dem russischen Mathematiker Nikolai Nikolajewitsch Lusin befreundet und hatte Kontakte zu dem Mathematikern aus dessen Schule.
Denjoy war auch politisch aktiv. Er unterstützte die Radikale Partei des mehrfachen französischen Ratspräsidenten Édouard Herriot und war für diese 1912 Stadtrat von Montpellier und ab 1920 Landrat des Département Gers.
1939 wurde er in die American Academy of Arts and Sciences gewählt, 1942 in die französische Akademie der Wissenschaften. Ab 1962 war er deren Präsident. Denjoy war außerdem Mitglied der Akademien von Amsterdam, Warschau und Lüttich. 1954 war er Vizepräsident der Internationalen Mathematischen Union. Die Académie royale des Sciences, des Lettres et des Beaux-Arts de Belgique nahm ihn 1956 als assoziiertes Mitglied auf. In Russland, wo er mit Lusin in Briefwechsel stand, wurde er 1970 mit der Lomonossow-Goldmedaille geehrt. Er war seit 1971 Mitglied der Russischen Akademie der Wissenschaften. 1950 war er Invited Speaker auf dem Internationalen Mathematikerkongress (ICM) in Cambridge (Massachusetts) (Les equations differentielles periodiques). Ebenso hielt er 1920 einen Vortrag auf dem ICM in Straßburg (Sur une classe d'ensembles parfaits en relation avec les fonctions admettant une dérivée seconde généralisée). 1931 war er Präsident der Société Mathématique de France.
Er war seit 1923 verheiratet und hatte 3 Söhne.
Der Asteroid (19349) Denjoy wurde nach ihm benannt.

## Schriften
- Introduction a la théorie de fonctions de variables réelles, Band 1, Hermann 1937
- Aspects actuels de la pensée mathématique, Bulletin de la Société Mathématique de France, Band 67, 1939, S. 1–12 (supplément), numdam
- Leçons sur le calcul des coefficients d'une série trigonométrique, 4 Bände, 1941–1949
- L'énumération transfinie, 4 Bände, Gauthier-Villars, 1946–1954
- Mémoire sur la dérivation et son calcul inverse, 1954, Nachdruck Ed. Jacques Gabay[10]
- Articles et Mémoires, 2 Bände, 1955
- Jubilé scientifique, 1956
- Un demi-siècle de Notes académiques (1906–1956), 2 Bände, Gauthier-Villars, 1957 (Sammlung seiner Aufsätze)
- Hommes, Formes et le Nombre, 1964